# Distrito electoral de Deer Creek (condado de Wayne, Nebraska)
Deer Creek (en inglés: Deer Creek Precinct) es un distrito electoral ubicado en el condado de Wayne en el estado estadounidense de Nebraska. En el Censo de 2010 tenía una población de 405 habitantes y una densidad poblacional de 4,34 personas por km².

## Geografía
Deer Creek se encuentra ubicado en las coordenadas 42°18′38″N 97°11′44″O / 42.31056, -97.19556. Según la Oficina del Censo de los Estados Unidos, Deer Creek tiene una superficie total de 93.3 km², de la cual 93.28 km² corresponden a tierra firme y (0.03%) 0.03 km² es agua.

## Demografía
Según el censo de 2010, había 405 personas residiendo en Deer Creek. La densidad de población era de 4,34 hab./km². De los 405 habitantes, Deer Creek estaba compuesto por el 97.28% blancos, el 0.25% eran asiáticos y el 2.47% eran de otras razas. Del total de la población el 4.69% eran hispanos o latinos de cualquier raza.